# Mornay (Saona i Loira)
Mornay és un municipi francès, situat al departament de Saona i Loira i a la regió de Borgonya - Franc Comtat. L'any 2007 tenia 130 habitants.

## Demografia

### Població
El 2007 la població de fet de Mornay era de 130 persones. Hi havia 54 famílies, de les quals 25 eren unipersonals (21 homes vivint sols i 4 dones vivint soles), 17 parelles sense fills i 12 parelles amb fills.
La població ha evolucionat segons el següent gràfic:
Habitants censats

### Habitatges
El 2007 hi havia 138 habitatges, 67 eren l'habitatge principal de la família, 53 eren segones residències i 18 estaven desocupats. Tots els 138 habitatges eren cases. Dels 67 habitatges principals, 55 estaven ocupats pels seus propietaris, 11 estaven llogats i ocupats pels llogaters i 1 estava cedit a títol gratuït; 2 tenien una cambra, 1 en tenia dues, 17 en tenien tres, 17 en tenien quatre i 31 en tenien cinc o més. 59 habitatges disposaven pel capbaix d'una plaça de pàrquing. A 30 habitatges hi havia un automòbil i a 33 n'hi havia dos o més.

### Piràmide de població
La piràmide de població per edats i sexe el 2009 era:
| Homes | Edats   | Dones |
| ----- | ------- | ----- |
| 0     | 95 o +  | 0     |
| 0     | 90 a 94 | 0     |
| 4     | 85 a 89 | 0     |
| 0     | 80 a 84 | 0     |
| 12    | 75 a 79 | 16    |
| 4     | 70 a 74 | 4     |
| 0     | 65 a 69 | 4     |
| 4     | 60 a 64 | 8     |
| 4     | 55 a 59 | 0     |
| 0     | 50 a 54 | 0     |
| 4     | 45 a 49 | 4     |
| 0     | 40 a 44 | 8     |
| 4     | 35 a 39 | 12    |
| 4     | 30 a 34 | 0     |
| 12    | 25 a 29 | 8     |
| 4     | 20 a 24 | 4     |
| 8     | 15 a 19 | 0     |
| 0     | 10 a 14 | 4     |
| 4     | 5 a 9   | 4     |
| 0     | 0 a 4   | 0     |

## Economia
El 2007 la població en edat de treballar era de 84 persones, 58 eren actives i 26 eren inactives. De les 58 persones actives 54 estaven ocupades (28 homes i 26 dones) i 4 estaven aturades (1 home i 3 dones). De les 26 persones inactives 18 estaven jubilades, 1 estava estudiant i 7 estaven classificades com a «altres inactius».

### Ingressos
El 2009 a Mornay hi havia 66 unitats fiscals que integraven 128 persones, la mediana anual d'ingressos fiscals per persona era de 15.079 €.

### Activitats econòmiques
Dels 8 establiments que hi havia el 2007, 1 era d'una empresa de fabricació d'altres productes industrials, 3 d'empreses de comerç i reparació d'automòbils, 1 d'una empresa d'hostatgeria i restauració, 1 d'una empresa immobiliària i 2 d'empreses de serveis.
L'any 2000 a Mornay hi havia 14 explotacions agrícoles que ocupaven un total de 800 hectàrees.

## Poblacions més properes
El següent diagrama mostra les poblacions més properes.